# Vidim
Vidim (německy Widim) je obec v okrese Mělník ve Středočeském kraji. Rozkládá se asi patnáct kilometrů severně od Mělníka. Žije zde 128 obyvatel. Obec má dvě části, Horní Vidim a Dolní Vidim, a nachází se na území chráněné krajinné oblasti Kokořínsko – Máchův kraj. Je zde zámek a řada dalších stavebních památek. Vesnická zástavba v Horní a Dolní Vidimi byla 22. září 1995 prohlášena vesnickou památkovou zónou.

## Historie
První písemná zmínka o vesnici pochází z roku 1318.
V obci Vidim (přísl. Horní Vidim, Dolní Vidim, 390 obyvatel, poštovní úřad, telefonní úřad, telegrafní úřad, četnická stanice, katol. kostel) byly v roce 1932 evidovány tyto živnosti a obchody: pekař, zahradník, dva hostince, tři obchody se smíšeným zbožím, obchod s obilím, velkostatek Grohmann, obchod dřívím, pila Grohmann, zámečník, dva kováři, krejčí, tři obuvníci, spořitelní a úvěrový Spar- und Darlehenskassenverein für Widim, tři trafiky, kolář.

## Obyvatelstvo
Při sčítání lidu v roce 1921 v Dolní Vidimi žilo 91 obyvatel (z toho 44 mužů), z nichž bylo 84 Němců a sedm cizinců. Kromě šesti evangelíků se hlásili k římskokatolické církvi. Podle sčítání lidu z roku 1930 měla vesnice devadesát obyvatel: devatenáct Čechoslováků a 71 Němců. Většina (84 osob) jich patřila k římskokatolické církvi, ale tři byli evangelíky a tři bez vyznání.
V Horní Vidimi v roce 1921 žilo 297 obyvatel (z toho 136 mužů), z nichž bylo 32 Čechoslováků, 264 Němců a jeden cizinec. S výjimkou tří evangelíků byli římskými katolíky. Podle sčítání lidu z roku 1930 počet obyvatel Horní Vidimi vzrostl na 279 (41 Čechoslováků a 238 Němců). Převážná většina (269 osob) se hlásila k římskokatolické církvi, pět lidí bylo evangelíky, jeden patřil k církvi československé a čtyři lidé byli bez vyznání.
| Rok            | 1869 | 1880 | 1890 | 1900 | 1910 | 1921 | 1930 | 1950 | 1961 | 1970 | 1980 | 1991 | 2001 | 2011 | 2021 |
| -------------- | ---- | ---- | ---- | ---- | ---- | ---- | ---- | ---- | ---- | ---- | ---- | ---- | ---- | ---- | ---- |
| Počet obyvatel | 629  | 592  | 510  | 510  | 471  | 456  | 423  | 163  | 290  | 258  | 246  | 167  | 196  | 201  | 164  |
| Počet domů     | 109  | 102  | 99   | 94   | 91   | 87   | 86   | 64   | 49   | 44   | 41   | 39   | 87   | 94   | 93   |

## Obecní správa
Od 1. července 1960 do 31. prosince 1979 k obci patřily Osinalice a Osinaličky.

### Územněsprávní začlenění
Dějiny územněsprávního začleňování zahrnují období od roku 1850 do současnosti. V chronologickém přehledu je uvedena územně administrativní příslušnost obce v roce, kdy ke změně došlo:
- 1850 země česká, kraj Mladá Boleslav, politický okres i soudní okres Dubá[11]
- 1855 země česká, kraj Mladá Boleslav, soudní okres Dubá
- 1868 země česká, kraj Česká Lípa, politický i soudní okres Dubá
- 1939 Sudetenland, vládní obvod Ústí nad Labem, politický i soudní okres Dubá[12]
- 1945 země česká, správní i soudní okres Dubá[13]
- 1949 Liberecký kraj, okres Doksy[14]
- 1960 Středočeský kraj, okres Mělník
- k 1. lednu 1980 Středočeský kraj, okres Mělník, obec Želízy[10]
- k 24. listopadu 1990 Středočeský kraj, okres Mělník[10]
- 2003 Středočeský kraj, okres Mělník, obec s rozšířenou působností Mělník

## Pamětihodnosti
- Kostel svatého Martina
- Kaple na návsi
- Kaple svatého Václava
- Skalní obydlí
- Zámek Vidim, nyní Domov seniorů
- Zaniklý skalní hrad Starý zámek
- Historický vodojem

## Osobnosti
- Ivan Mrkvička (1856–1938), malíř

## Doprava
Do obce vedou silnice III. třídy. Železniční trať ani stanice na území obce nejsou. V roce 2012 v obci měla zastávku příměstská autobusová linka Mělník-Želízy-Vidim (v pracovních dnech šest spojů), jeden pár spojů z Mělníka přes Medonosy a Osinalice. O víkendu byla obec bez dopravní obsluhy.
Obcí vede cyklotrasa č. 0012 Vojtěchov – Dobřeň – Vidim – Tupadly – Malý Hubenov. Územím obce vedou turistické trasy modrá (Chudolazy – Království – Vidim – Jestřebice – Pokličky), zelená (Vidim – Dobřeň – Planý důl – Konrádov) a žlutá (Nedvězí – Osinalice – Vidim – Zimořský důl – Želízy – Štětí). V obci funguje malé infocentrum s provozem o pondělních a středečních odpoledních a sobotním dopoledni.

## Galerie

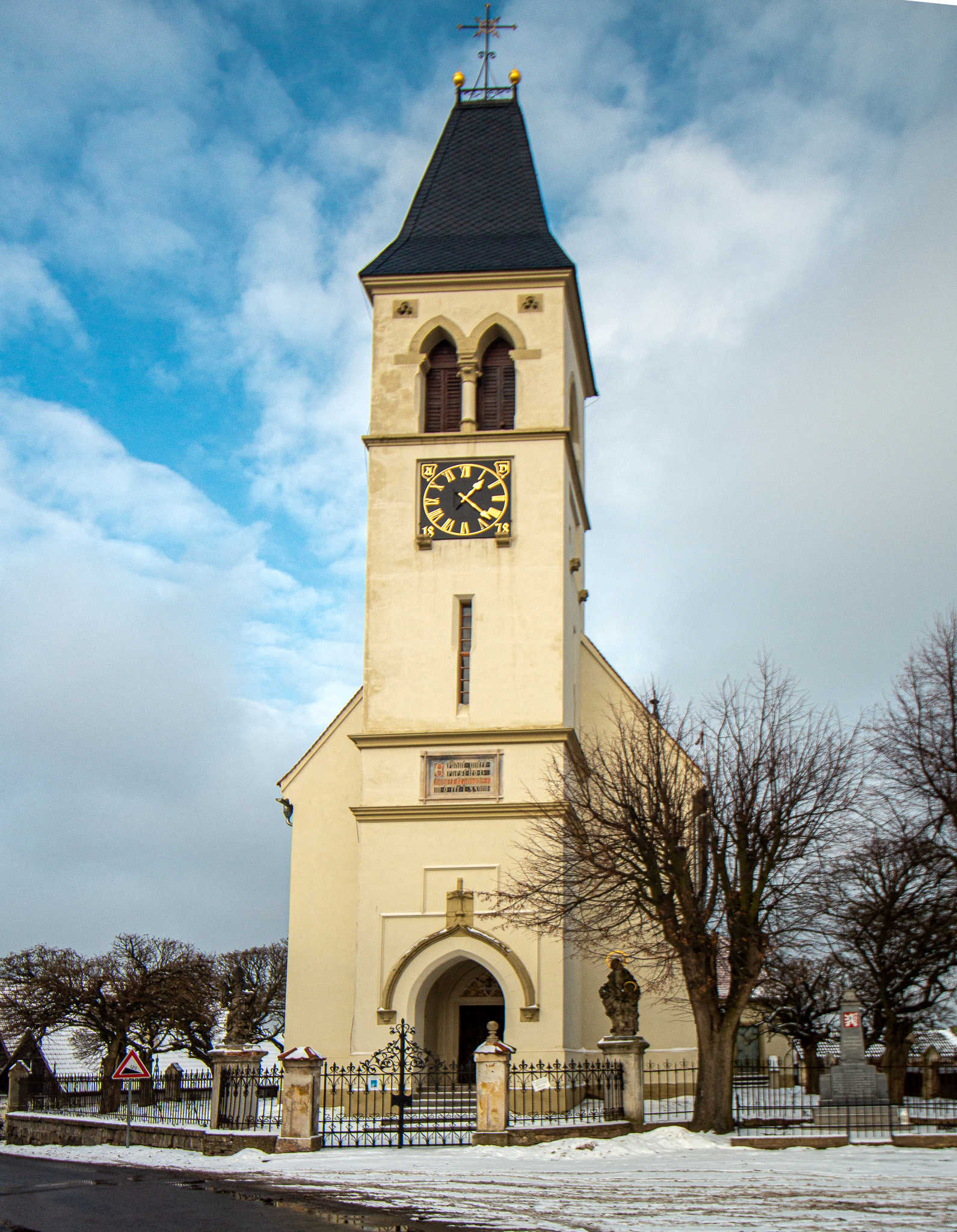
Kostel svatého Martina
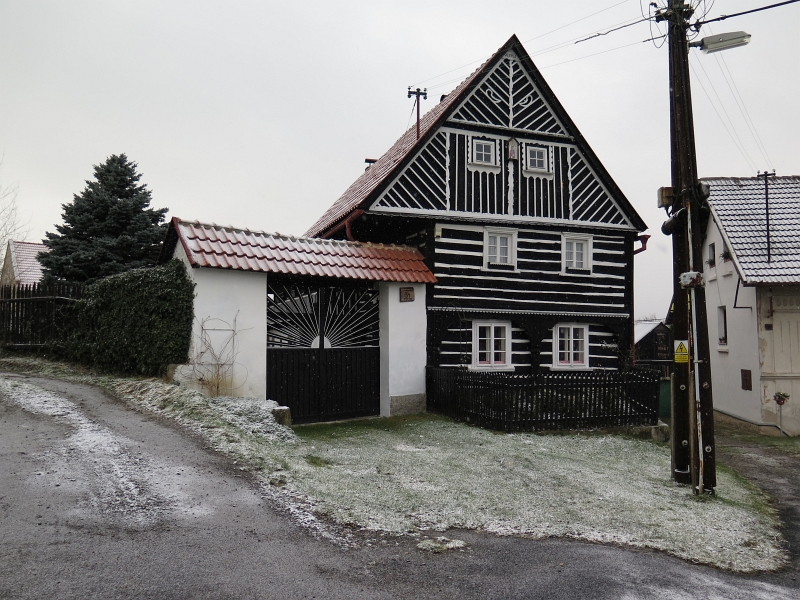
Usedlost čp. 34
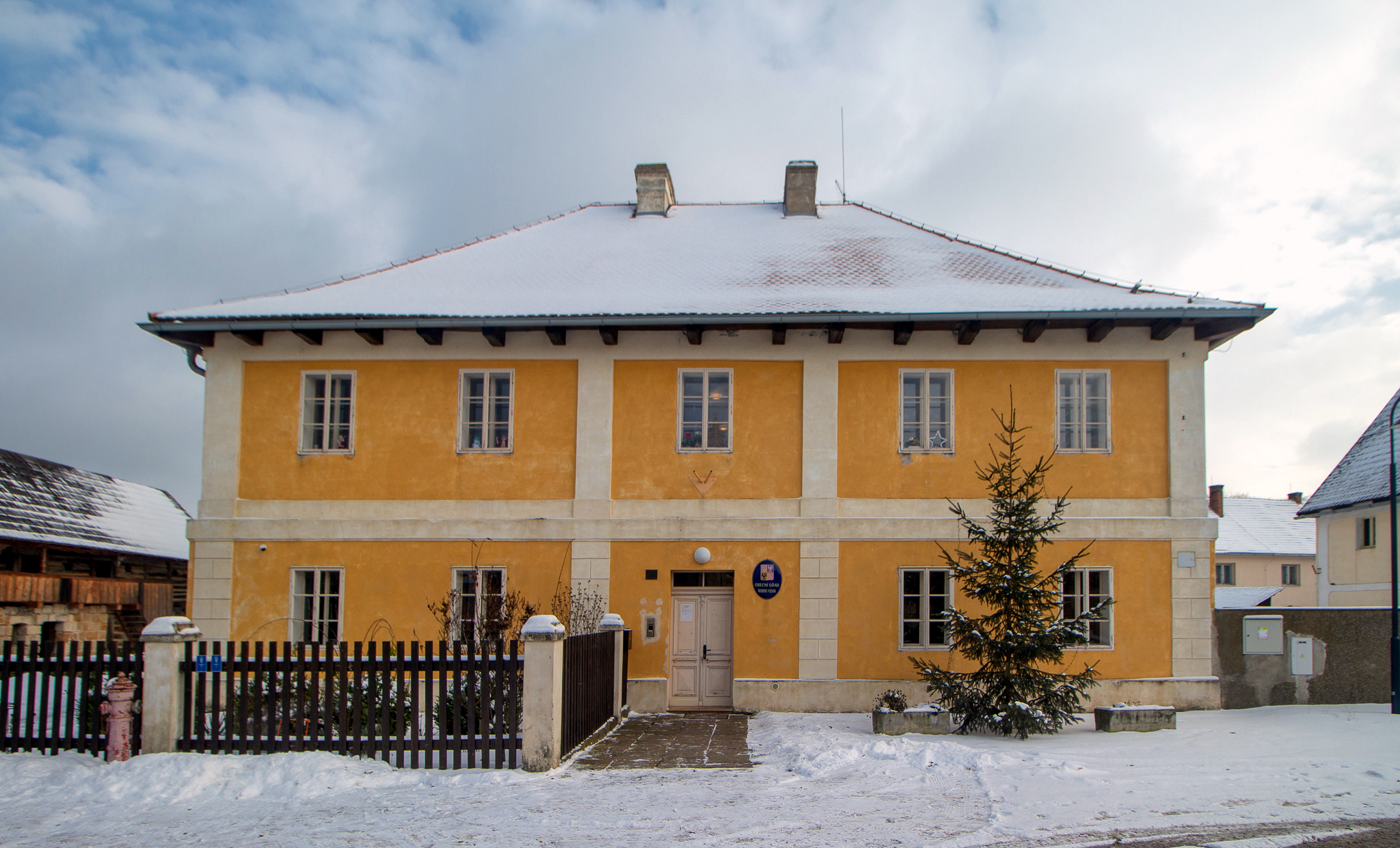
Bývalá fara, dnes obecní knihovna
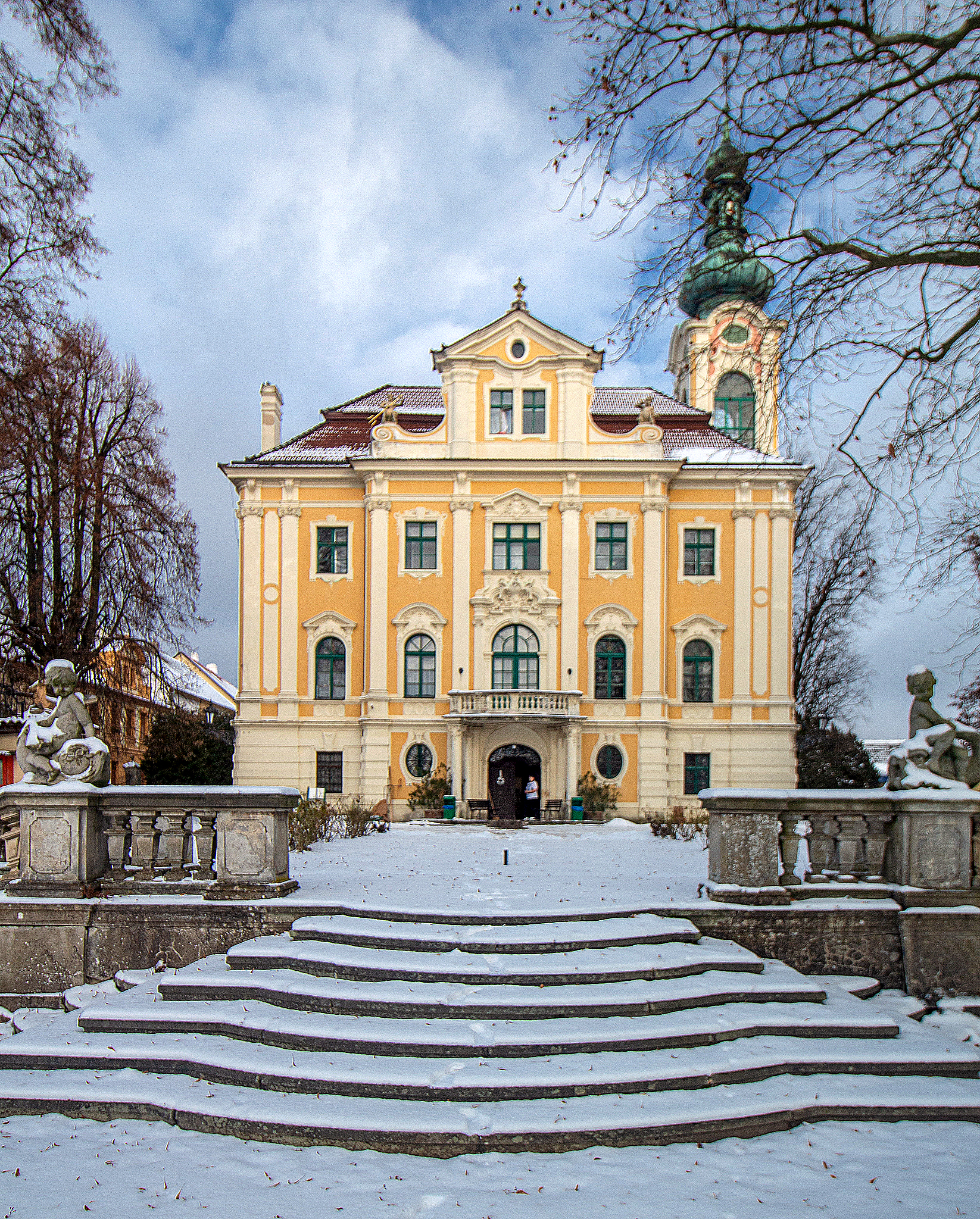
Zámek v Horní Vidimi
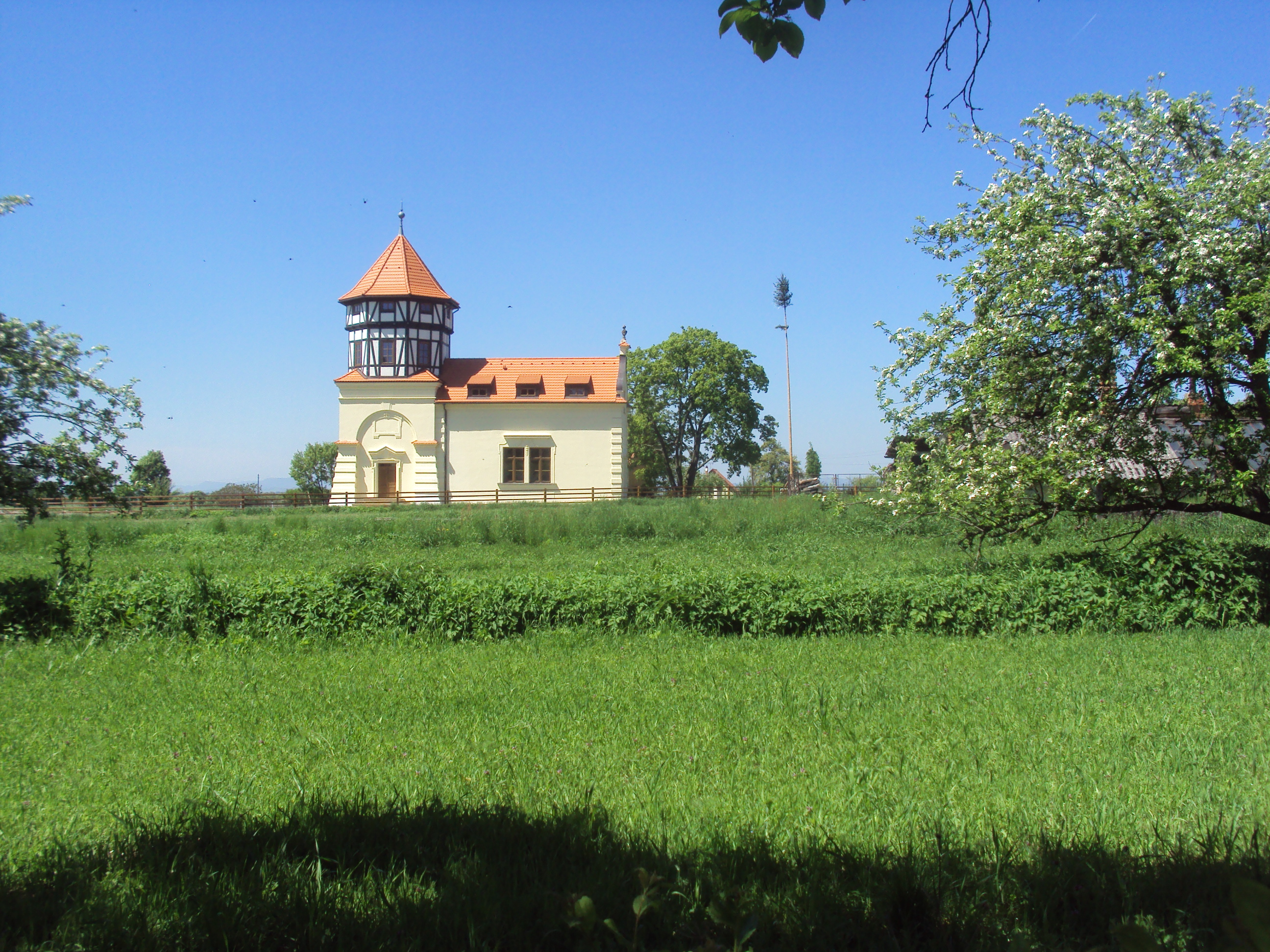
Historická vodárna
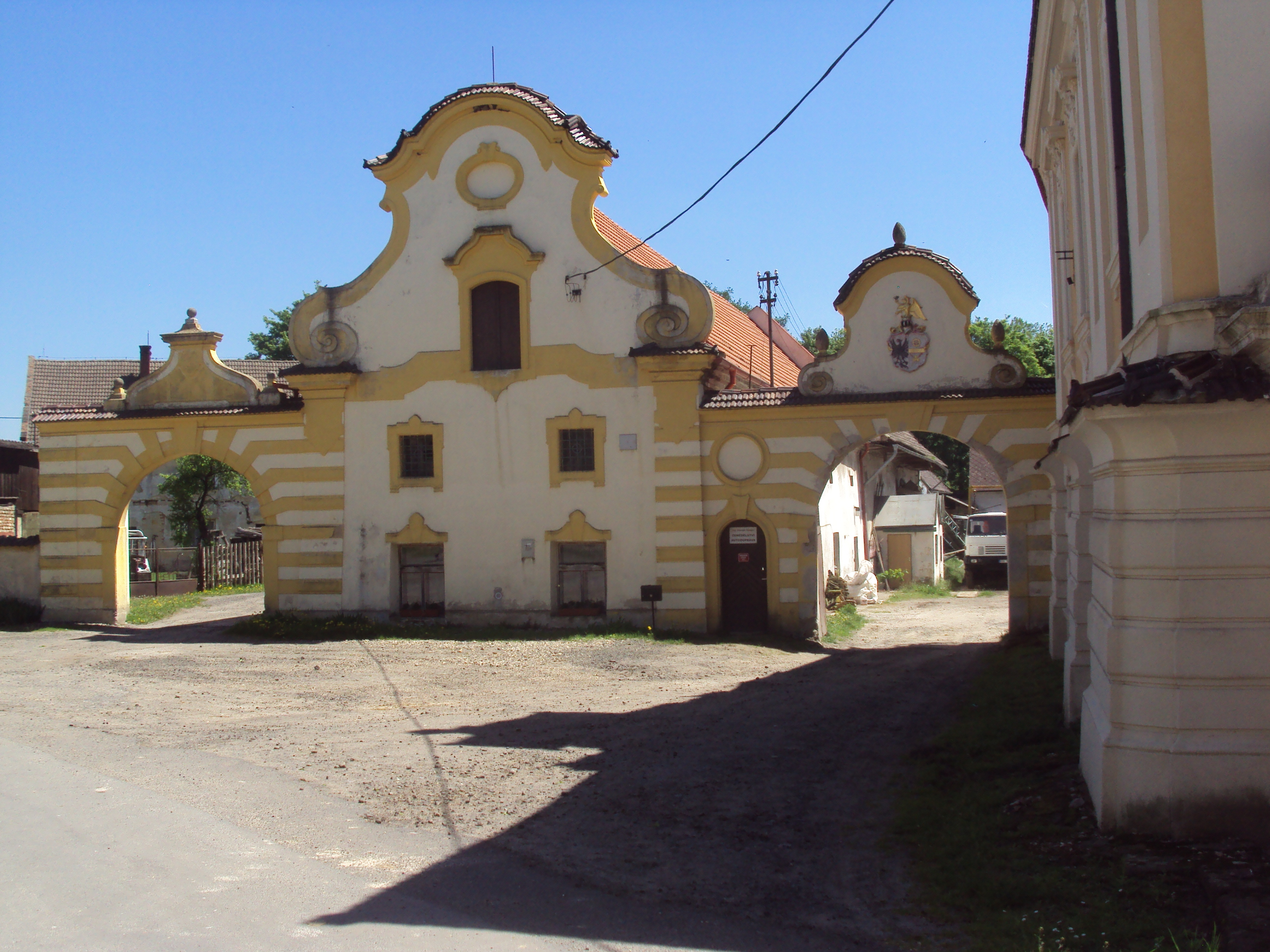
Horní Vidim čp. 3